# Krutgubbar
Krutgubbar (originaltitel: Dad's Army) är en brittisk komediserie med Arthur Lowe (kapten George Mainwaring; uttalas "Mannering"), John Le Mesurier (sergeant Wilson) och Clive Dunn (korpral Jones). Serien skrevs av Jimmy Perry och David Croft och började sändas i Storbritannien på BBC 1968. Svensk TV-premiär skedde i maj 1971.
Serien skildrar en grupp hemvärnssoldater i den lilla orten Walmington-on-Sea under andra världskriget.
När den var som populärast i början av 1970-talet överfördes den både till vita duken i långfilmen med samma namn 1971 och till teaterscenen i London 1975 samt till radio 1974.
Signaturmelodin Who Do You Think You Are Kidding, Mr Hitler? var specialskriven för serien och sjöngs av Bud Flanagan.
Totalt producerades det 80 avsnitt mellan åren 1968 och 1977. 67 av dessa omarbetades till radioteater mellan åren 1974 och 1976. De tre avsnitt från 1969 som är förlorade återinspelades 2019 utifrån originalmanusen, med bland andra Kevin McNally som kapten Mainwaring.

## Avsnittsförteckning

### Säsong 1 (svart/vitt)
- The Man and the Hour (31 juli 1968)
- Museum Piece (7 augusti 1968)
- Command Decision (14 augusti 1968)
- The Enemy Within the Gates (28 augusti 1968)
- The Showing Up of Corporal Jones (4 september 1968)
- Shooting Pains (11 september 1968)

### Säsong 2 (svart/vitt)
- Operation Kilt (1 mars 1969)
- The Battle of Godfrey's Cottage (8 mars 1969)
- The Loneliness of the Long Distance Walker (15 mars 1969) (detta avsnitt existerar inte längre)
- Sgt. Wilson's Little Secret (22 mars 1969)
- A Stripe for Frazer (29 mars 1969) (detta avsnitt existerar inte längre, endast ljudspåret finns)
- Under Fire (5 april 1969) (detta avsnitt existerar inte längre)

### Säsong 3
- The Armoured Might of Lance Corporal Jones (11 september 1969)
- Battle School (18 september 1969)
- The Lion Has Phones (25 september 1969)
- The Bullet is Not for Firing (2 oktober 1969)
- Something Nasty in the Vault (9 oktober 1969)
- Room at the Bottom (16 oktober 1969)
- Big Guns (23 oktober 1969)
- The Day the Balloon Went Up (30 oktober 1969)
- War Dance (6 november 1969)
- Menace from the Deep (13 november 1969)
- Branded (20 november 1969)
- Man Hunt (27 november 1969)
- No Spring for Frazer (4 december 1969)
- Sons of the Sea (11 december 1969)

### Säsong 4
- The Big Parade (25 september 1970)
- Don't Forget the Diver (2 oktober 1970)
- Boots, Boots, Boots (9 oktober 1970)
- Sgt – Save My Boy! (16 oktober 1970)
- Don't Fence Me In (23 oktober 1970)
- Absent Friends (30 oktober 1970)
- Put That Light Out! (6 november)
- The Two and a Half Feathers (13 november 1970)
- Mum's Army (20 november 1970)
- The Test (27 november 1970)
- A. Wilson (Manager)? (4 december 1970)
- Uninvited Guests (11 december 1970)
- Fallen Idol (18 december 1970)

### Julspecial 1971
- Battle of the Giants! (27 december 1971) (60 minuter)

### Säsong 5
- Asleep in the Deep (6 oktober 1972)
- Keep Young and Beautiful (13 oktober 1972)
- A Soldier's Farewell (20 oktober 1972)
- Getting the Bird (27 oktober 1972)
- The Desperate Drive of Corporal Jones (3 november 1972)
- If the Cap Fits... (10 november 1972)
- The King was in his Counting House (17 november 1972)
- All is Safely Gathered In (24 november 1972)
- When Did You Last See Your Money? (1 december 1972)
- Brain Versus Brawn (8 december 1972)
- A Brush with the Law (15 december 1972)
- Round and Round Went the Great Big Wheel (22 december 1972)
- Time on My Hands (29 december 1972)

### Säsong 6
- The Deadly Attachment (31 oktober 1973)
- My British Buddy (7 november 1973)
- The Royal Train (14 november 1973)
- We Know Our Onions (21 november 1973)
- The Honourable Man (28 november 1973)
- Things that Go Bump in the Night (5 december 1973)
- The Recruit (12 december 1973)

### Säsong 7
- Everybody's Trucking (15 november 1974)
- A Man of Action (22 november 1974)
- Gorilla Warfare (29 november 1974)
- The Godiva Affair (6 december 1974)
- The Captain's Car (13 december 1974)
- Turkey Dinner (23 december 1974)

### Säsong 8
- Ring Dem Bells (5 september 1975)
- When You've Got to Go (12 september 1975)
- Is There Honey Still for Tea? (19 september 1975)
- Come in, Your Time is Up (26 september 1975)
- High Finance (2 oktober 1975)
- The Face on the Poster (10 oktober 1975)

### Julspecialer 1975–1976
- My Brother and I (26 december 1975)
- The Love of Three Oranges (26 december 1976)

### Säsong 9
- Wake Up Walmington (2 oktober 1977)
- The Making of Private Pike (9 oktober 1977)
- Knights of Madness (16 oktober 1977)
- The Miser's Hoard (23 oktober 1977)
- Number Engaged (6 november 1977)
- Never Too Old (13 november 1977)